# Johann Heinrich Richter (Maler)

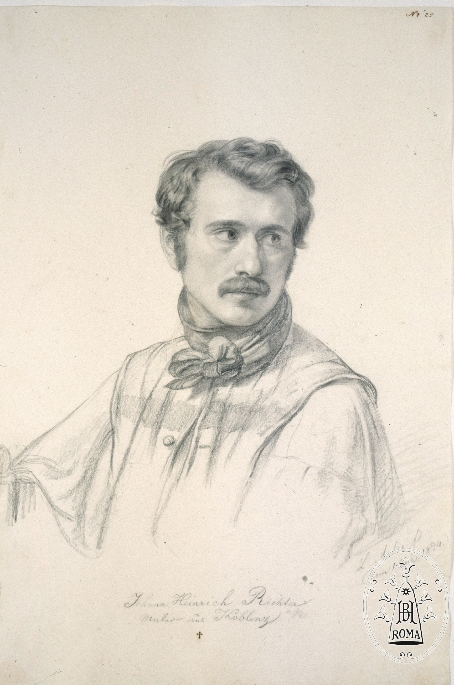
Johann Heinrich Richter (Louis Asher, Rom 1834)

Johann Heinrich Richter (* 1803 in Koblenz; † 1845 in Koblenz) war ein deutscher Porträt-, Historien- und Genremaler.

## Leben
Vor 1822 absolvierte Richter eine Ausbildung zum Goldschmied in der Werkstatt seines Vaters in Koblenz. Zwischen 1822 und 1827 war er in Paris Schüler im Atelier von Anne-Louis Girodet-Trioson, seit Anfang des Jahres 1825 bei François Gérard, anschließend kehrte er nach Koblenz zurück. Um 1830 reiste er in die Niederlande und erneut nach Paris, 1830–1833 hielt er sich in München auf. Dort fertigte er historische Kartons an der Königlichen Akademie der Bildenden Künste in München betätigte sich erfolgreich als Gesellschaftsporträtist. Zwischen 1832 und 1834 war Richter in Neapel, Florenz und Rom, möglicherweise im Umkreis von Horace Vernet und Léopold Robert. Ab 1836 in Koblenz, überwiegend als Porträtmaler tätig, war er 1840–1844 in Holland (Den Haag, Middelburg) mit Auftragsarbeiten als Porträtmaler beschäftigt.

## Parisaufenthalt 1822–1827
Im Alter von 19 Jahren ging Richter nach Paris. Direkt nach seiner Ankunft schrieb er sich in das Kopistenregister des Louvre ein. Seine Adresse: Rue de la Grande Truanderie 41. Zunächst besuchte er eine Pariser Handwerkschule. Von hier aus kam Richter in das Atelier von Anne-Louis Girodet-Trioson. Seine frühe künstlerische Neigung und die „vielen Meisterwerke“, die er im Atelier sehen konnte, waren der Grund für ihn, sich der Malerei zu widmen. Richters Talent und seine raschen Fortschritte blieben nicht unbemerkt und erlangten die Aufmerksamkeit von Girodet-Trioson. Zwei Jahre lang widmete Richer sich ganz seinen Studien.
Über die in Paris entstandenen Werke ist nicht viel bekannt. So schreibt Becker, ein Selbstbildnis aus dem Jahr 1825 stamme von Richter. Dieses Selbstporträt soll Richter nach dem Tod Girodets am 9. Dezember 1824 gemalt haben. Richter setzte sein Studium bis 1827 bei François Gérard fort. Alexander von Humboldt schrieb am 6. Juli 1827 einen Brief an François Gérard, worin er sich für die freundliche Aufnahme Richters in das Atelier des Meisters bedankt. In diesem Brief erwähnt von Humboldt ein Gemälde des Heiligen Sebastian, das Richter gemalt habe. Er schuf es in Anlehnung an das gleichnamige Werk von Perugino. Das Gemälde wurde später für die Kirche St. Kastor in Koblenz erworben. Andere Quellen berichten aber, Richter habe das Werk erst nach seiner Rückkehr nach Koblenz fertiggestellt. Ein weiteres Gemälde aus Richters Studienzeit im Louvre stellte er Anfang 1830 in Rom fertig. Es soll sich um eine Kopie des Papstporträts Pius XII. von Jacques Louis David handeln (TB).

## Werk

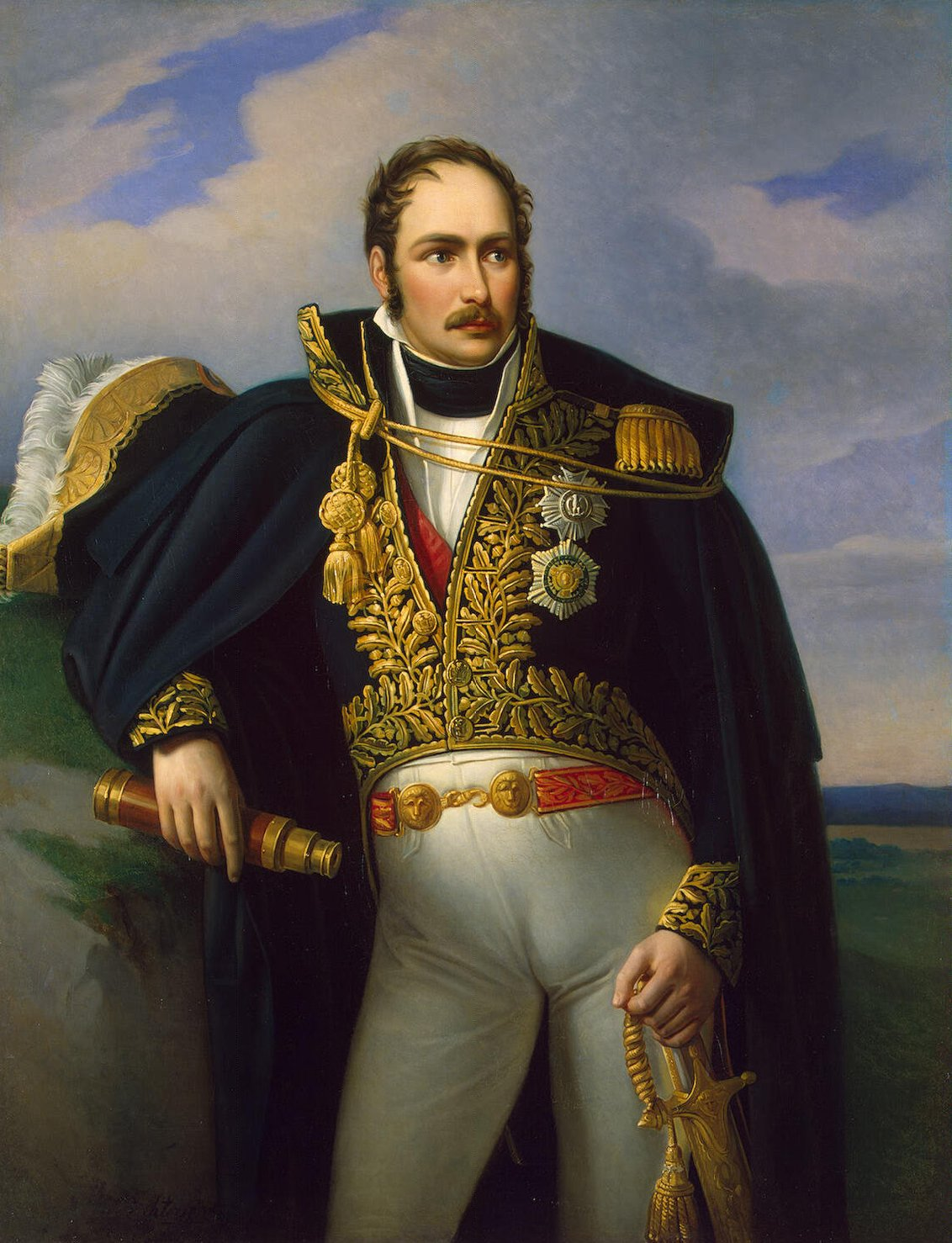
Maximilian Josèphe Eugène Auguste Napoléon de Beauharnais
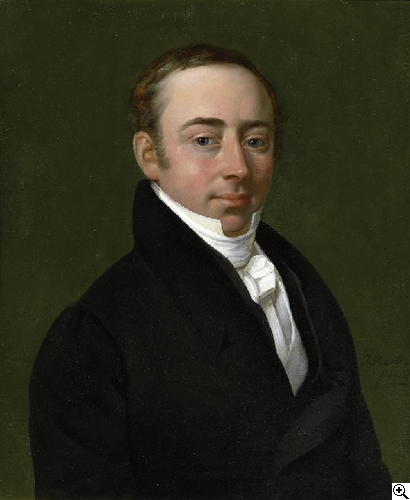
Karl Ludwig Johannes Baedeker
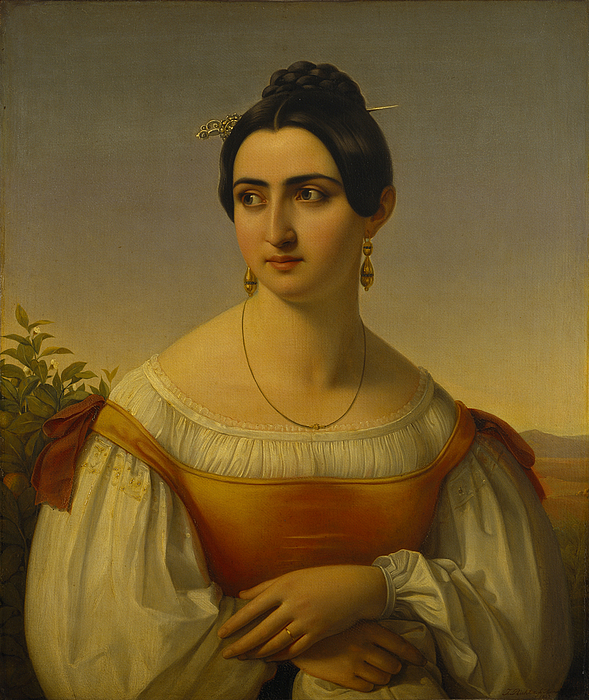
Fortunata Segatori
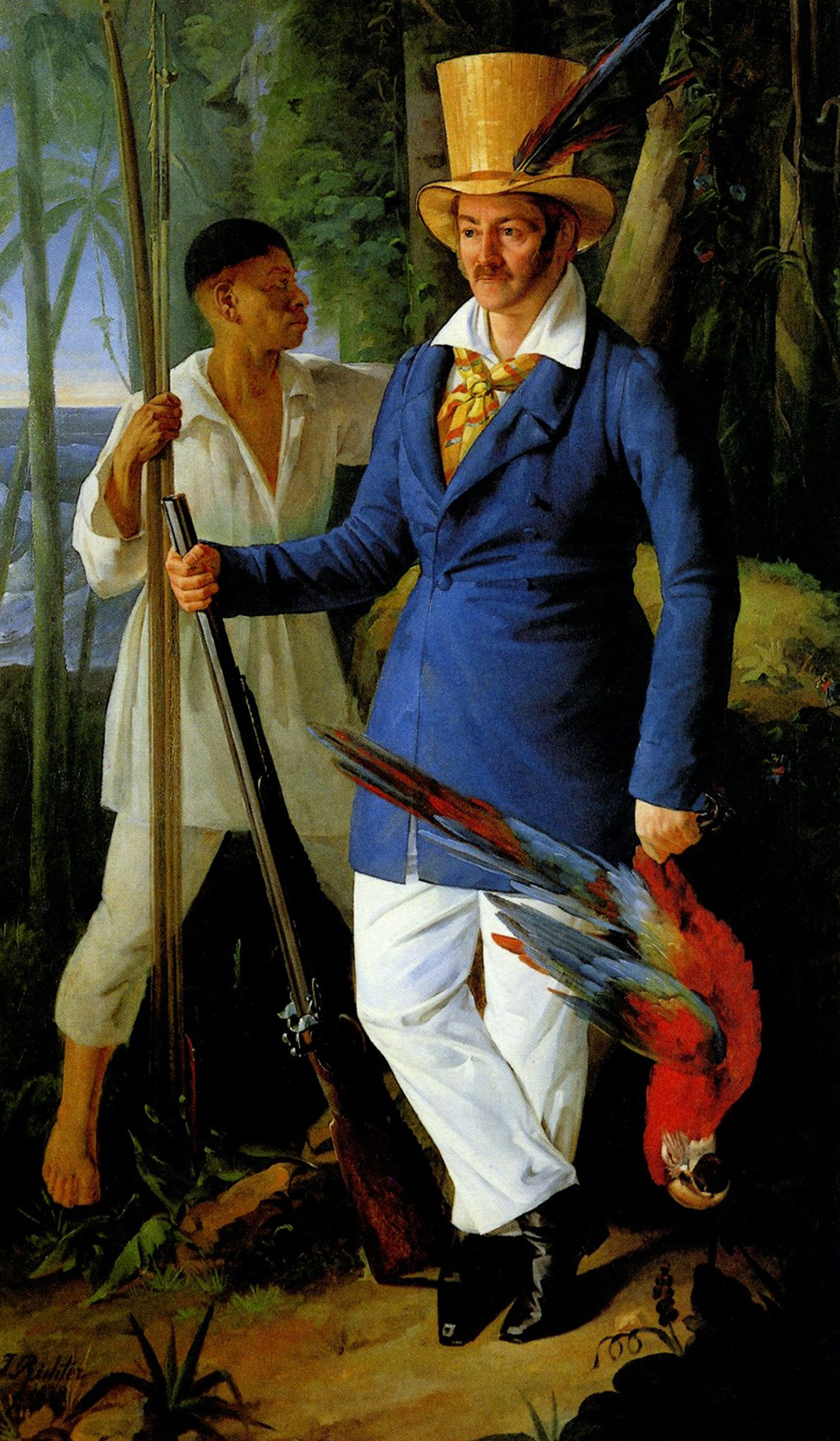
Prinz Maximilian auf der Jagd
Maximilianowitsch Romanowsky
Lady in Blue
Porträt eines jungen Offiziers
Porträt "De Dame"
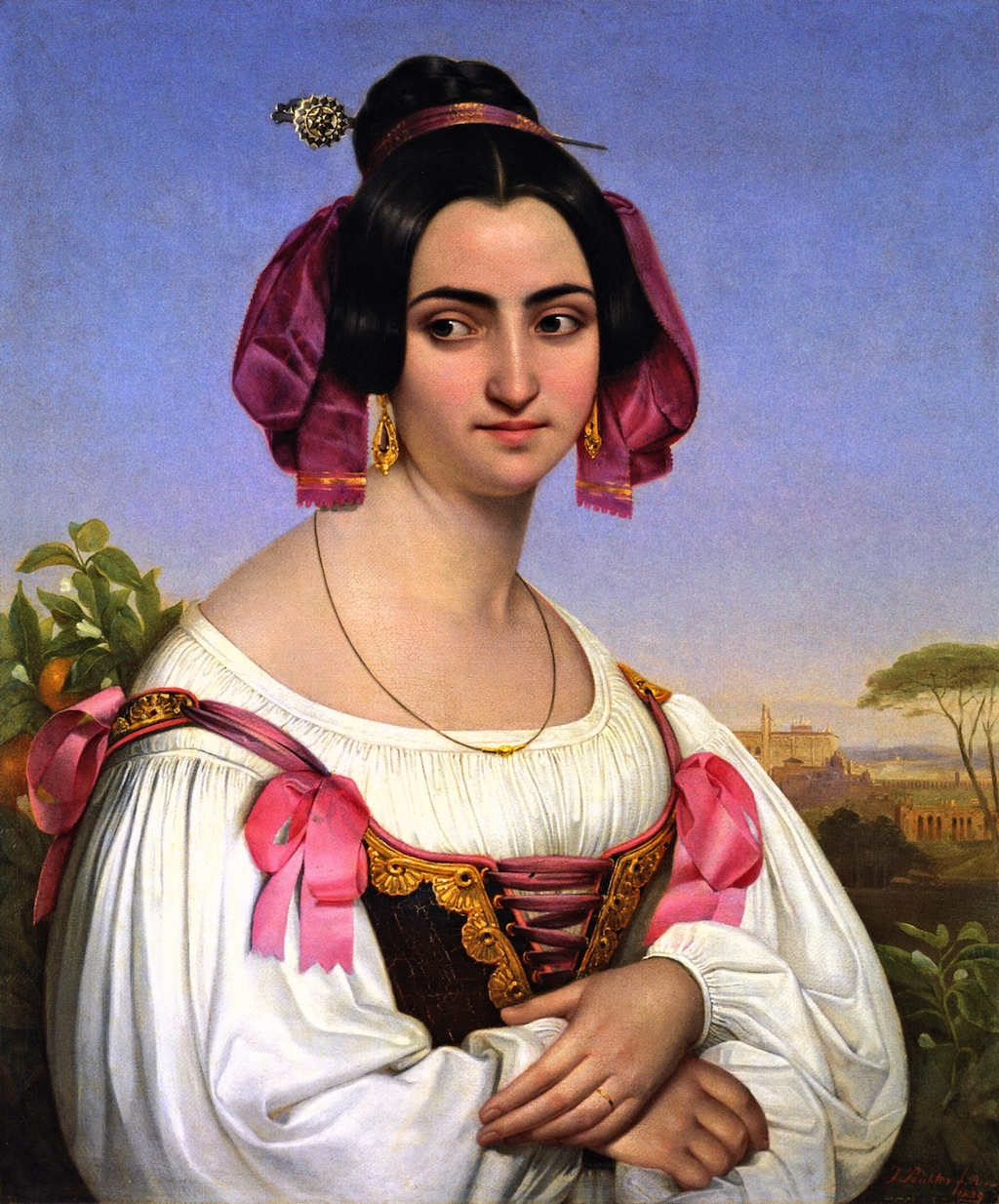
Fortunata Segatori
Franz Gerhard Wegeler
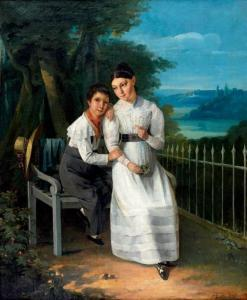
Mädchen und ihr Bruder auf dem Rand des Waldes
Frau Sibylle Pottgeiser
Herr Marcus Pottgeiser
Caught
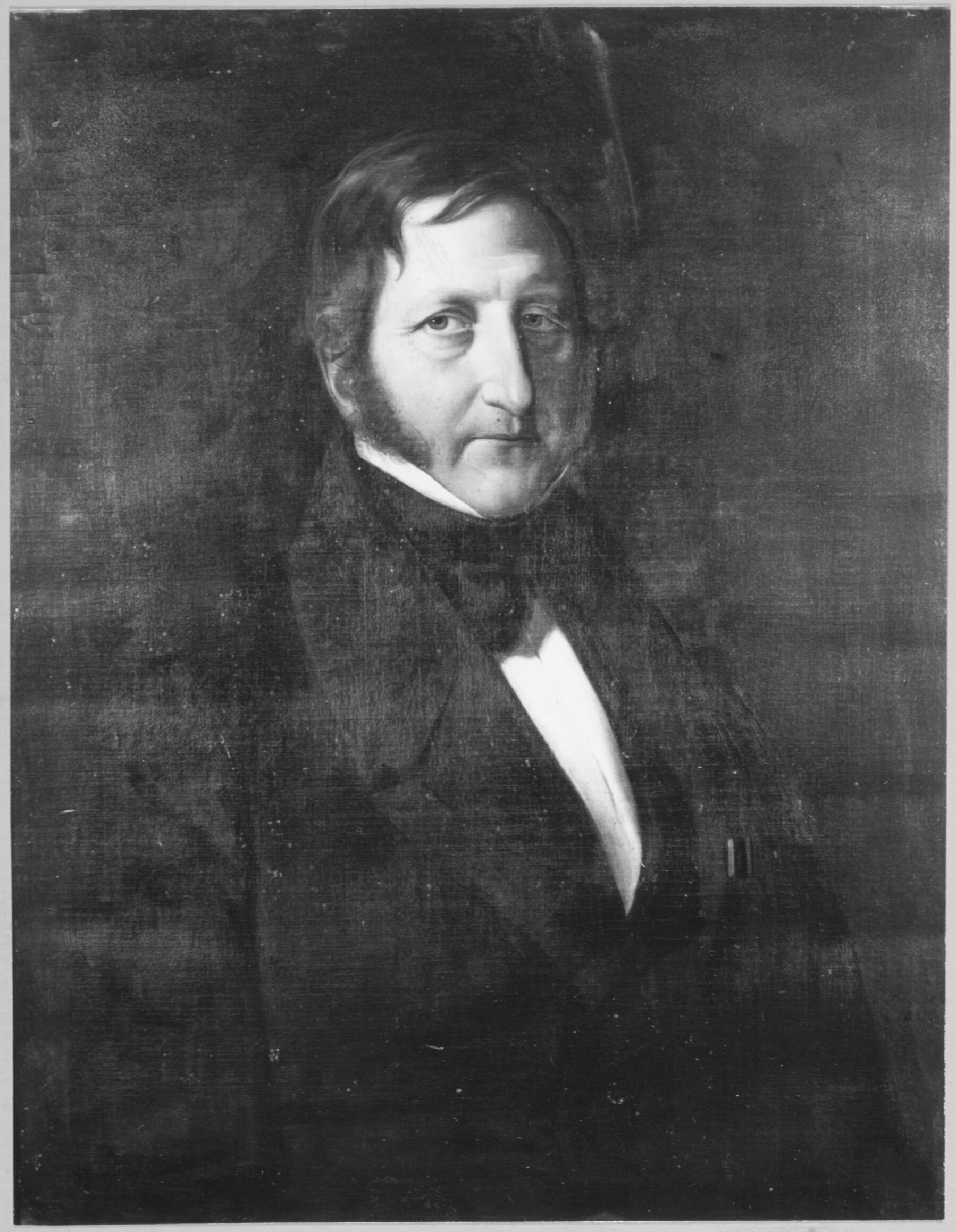
Jan Corver Hooft

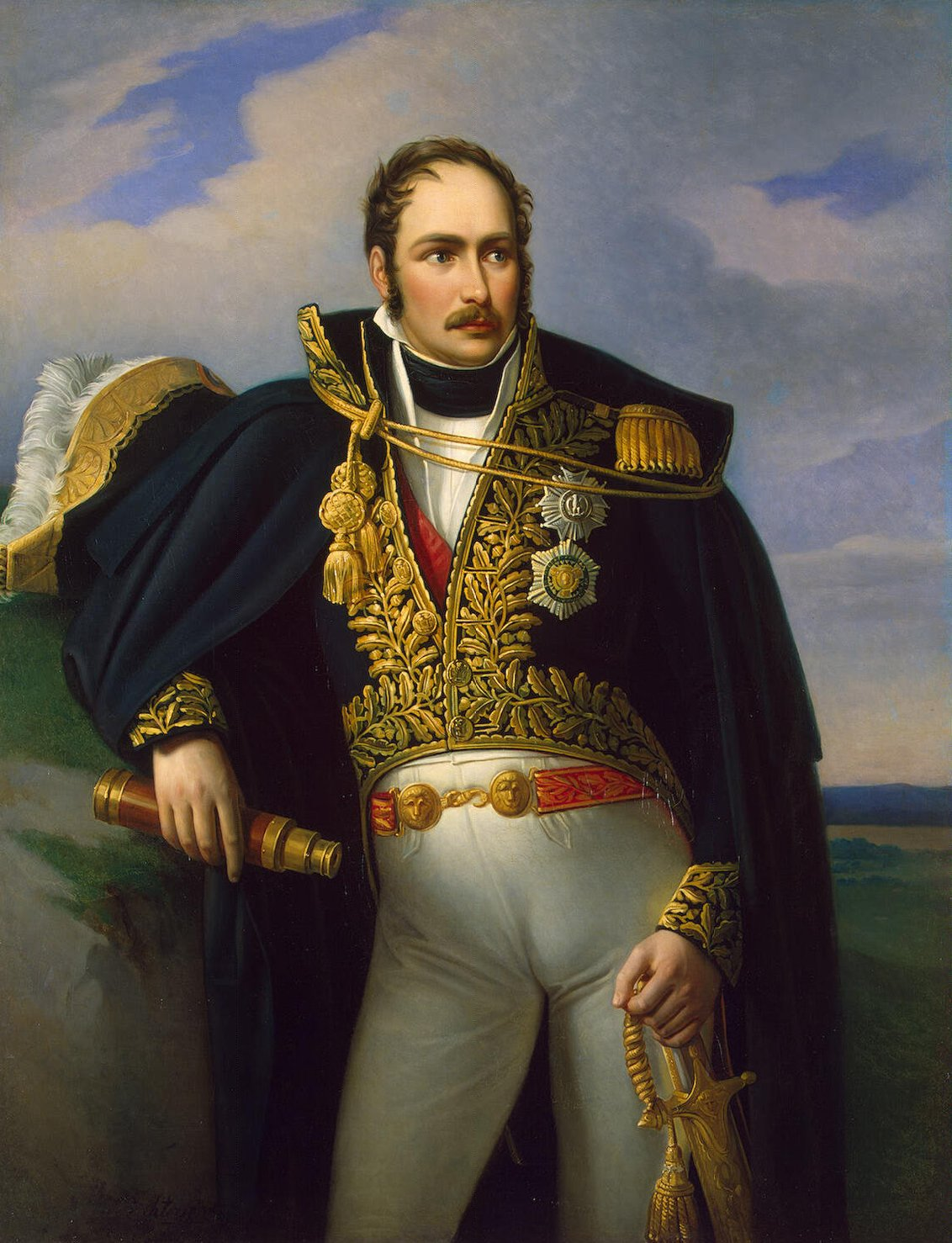
Maximilian Josèphe Eugène Auguste Napoléon de Beauharnais

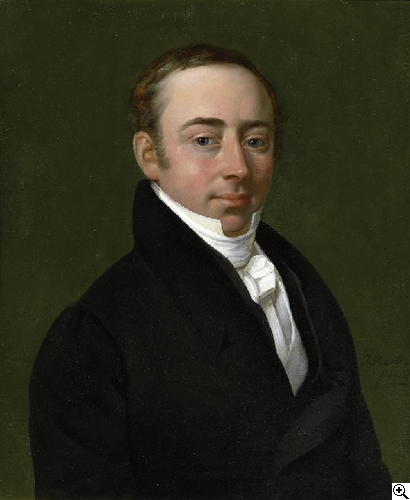
Karl Ludwig Johannes Baedeker (1827)

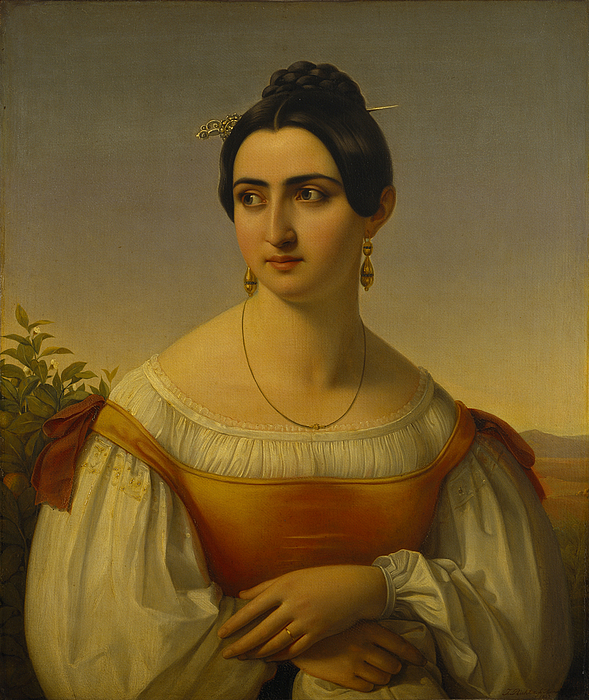
Fortunata Segatori (oder Segatori) von Subiaco (1833)

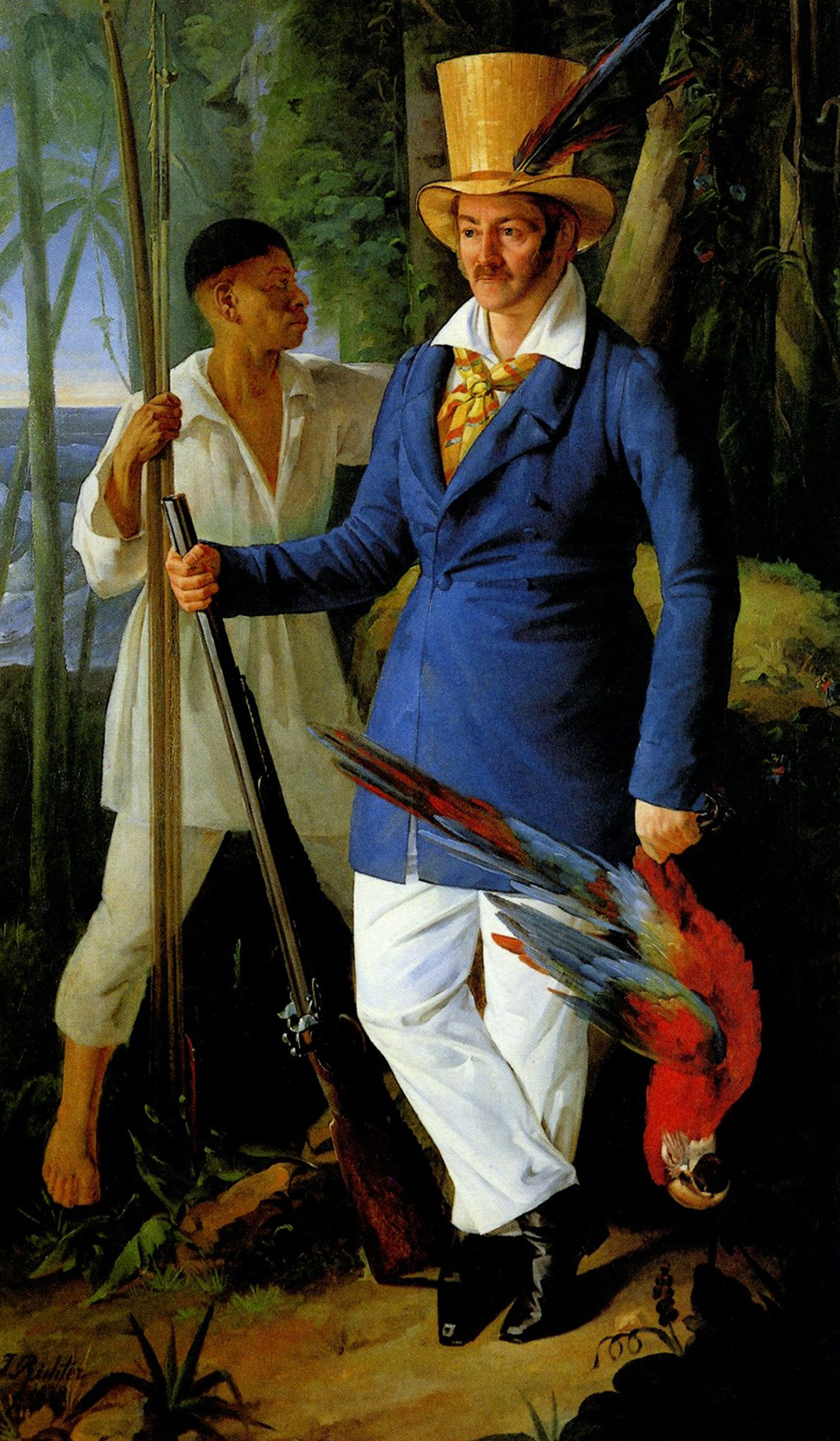
Prinz Maximilian zu Wied-Neuwied mit Joachim Quäck auf der Jagd im brasilianischen Urwald (1828).

- 1825: Selbstporträt, Verbleib unbekannt (Becker 1971, S. 78)
- 1826: Jeune fille et son frère en bordure de parc
- 1826: Portrait Johannes Müller, Freund
- 1827: Der Heilige Sebastian nach Perugino, Verbleib unbekannt (Stramberg 1854, S. 524; Artistisches München 1836, S. 128)
- 1827: Portrait Karl Ludwig Johannes Baedeker
- 1830: Portrait Frau Sibylle Pottgeiser
- 1830: Portrait Herrn Marcus Pottgeiser
- 1833: Bildnis of Franz Gerhard Wegeler (1765–1848), zu besichtigen in den Beethoven-Haus in Bonn
- 1830/33: Portrait Maximilian Josèphe Eugène Auguste Napoléon de Beauharnais, im Besitz des Eremitage Museum
- 1833: Portrait of the Famous Italian Model of 19th c. Fortunata Segadori (oder Segatori) von Subiaco
- 1833/34: Bildnis of Schorlemer auf Besuch bei dem Papstes Pius VII. nach Jacques-Louis David, 1833/34, Ort unbekannt.
- 1834: La ciociara
- 1834: Romni die ein Tamborin bespielt.
- 1835: Portrait young officer
- 1835: Portrait einer Lady
- 1839: Portrait des Fürsten Maximilianowitsch Romanowsky
- 1839: Porträt einer jungen Frau in leichten blauen Kleid
- 1840: Portrait Gosso Bernardus van Bronkhorst (1778–1860) URL zum Bild
- 1840: Portrait Susanna Elisabeth Christina Hiddingh (1780–1841)
- 1840: Portrait Josina Adelaide Antoinette van Rappard (1800–1894)
- 1840: Portrait James Albert Henry de la Sarraz (1787–1877) URL zum bild
- 1840: Portrait "Caught"
- 1841: Portrait Jan Corver Hooft (1779–1855) URL zum Bild
- 1842: Portrait Bavius Gijsbertus Rinia van Nauta (1787–1860) URL zum Bild
- 1841: Portrait Willem Maurits de Brauw
- 1844: Portrait Frans Keller
- 184?: Doppelportrait Karel Willem de Jonge (1789–1852) und Henriëtte van Breugel
- 184?: Portrait Willem Marinus Hendrik de Jonge (1824–1898)
- 1843: Portrait Marinus Christianus de Crane (1783–1865) URL zum Bild
- 1844: Portrait Adriaan Isaac Snouck Hurgronje (1780–1849)
- 1844: Portrait Johanna Adriana Maria Lambrechtsen (1792–1864)
- 1844: Portrait van Johanna Ermerins (1787–1866) URL zum Bild
- unknown: Portrait of a maiden
- unknown: Italian woman with water jug
- unknown: Portrait Elisabeth Adriana Martini (1811–1841)
- unknown: Portrait Conrad Marius Josias Bruhn (1797–)
- unknown: Prinz Maximilian zu Wied-Neuwied Maximilian von Wied-Neuwied mit Joachim Quäck auf der Jagd im brasilianischen Urwald.